# Norman Lewis del Alcázar
Norman David Lewis del Alcázar (Arequipa, 11 de agosto de 1953)es un economista y político peruano. Fue Congresista de la República en representación de Loreto durante el periodo parlamentario 2011-2016.

## Biografía
Nació en Arequipa, el 11 de noviembre de 1953.
Realizó sus estudios primarios y secundarios en la ciudad de Chiclayo. Entre 1971 y 1977 cursó estudios superiores de economía en la Universidad de Lima.

## Vida política

### Regidor de Maynas
Su primera participación política se dio en las elecciones municipales de 1995, donde fue elegido Regidor Provincial de Maynas por L.I. NRO 9 para el periodo 1996-1998.
En las elecciones municipales de 1998, fue reelegido regidor por Fuerza Loretana y también fue Teniente Alcalde de Maynas tras la elección de Yván Vásquez Valera.
En las elecciones regionales y municipales del 2002, postuló a la Alcaldía Provincial de Maynas por Fuerza Loretana, sin embargo no resultó elegido. 
Luego postularía al Congreso en las elecciones generales del 2006 por Fuerza Democrática sin éxito.

### Vicepresidente Regional de Loreto
En las elecciones regionales del 2006, fue elegido Vicepresidente del Gobierno Regional de Loreto junto al entonces Presidente Yván Vásquez Valera para el periodo 2007-2010.

### Congresista
En las elecciones generales del 2011, fue elegido Congresista en representación de Loreto por la Alianza Electoral Perú Posible, con 29,930 votos, para el periodo parlamentario 2011-2016.

## Controversias

### Condenas y Denuncias
En el 2006 fue condenado a 4 años de prisión por los delitos de peculado producto de la gestión como Regidor Provincial de Maynas,estuvo 4 meses en detención siendo absuelto por una resolución de la Corte Suprema RN.993- 2006 31/05/2006 y con una Sentencia a favor del Tribunal Constitucional Exp. 3037-2006 TC 17/04/2006,
convirtiéndose el caso en Jurisprudencia estudiado en diversas Universidades del país.
En 2018, fue nuevamente denunciado por la presunta comisión del delito de lavado de activos, siendo absuelto en primera Instancia.